# Moussonvilliers

Moussonvilliers este o comună în departamentul Orne, Franța. În 1 ianuarie 2018 avea o populație de 219 de locuitori.